# Regimiento Reforzado N.º 10
El Regimiento Reforzado n.º 10 "Pudeto" del General Francisco Barceló Bravo, nace a partir de la nueva denominación que se le dio a las unidades del ejército, por lo que el Batallón n.º 8 "Provisional de Valdivia" pasa a llamarse Batallón de Infantería "Pudeto". Esta unidad fue disuelta el 17 de abril de 1830 por haber sido parte de las fuerzas revolucionarias al mando de Ramón Freire que se enfrentaron en la Batalla de Lircay contra las fuerzas de José Joaquín Prieto.
Con motivo de la Guerra contra España, esta unidad se reactivó bajo el nombre de Batallón de Infantería 10º de Línea, pero al terminar el conflicto nuevamente es disuelto el 27 de julio de 1867. Como resultado de una nueva reestructuración del Ejército de Chile, esta unidad se reactiva el año 1910. Entre 1925 y 1931 tuvo como guarnición la ciudad de Los Ángeles. Finalmente, el 21 de julio de 1981 pasa a denominarse Regimiento de Infantería n.º 10 "Pudeto". 
Durante el Conflicto del Beagle de 1978, el regimiento, junto al resto de la división, tuvo un papel relevante, dada su ubicación, por la amenaza de una eventual invasión de Argentina. Afortunadamente, el laudo papal evitó la guerra.
El 1 de enero de 2010 recibe su actual denominación producto de la fusión de las siguientes unidades:
- Batallón de Infantería Motorizada N.º 10 "Pudeto" (ex-Regimiento de Infantería N.º 10 "Pudeto")
- Batallón de Ingenieros N.º 5 "Punta Arenas". (Ex-Regimiento de Ingenieros N.° 5 "Punta Arenas")
- Compañía Antiblindaje "Pelantaru".
- Compañía de Cuartel.
- Compañía de Comandos N.º 5 "Lientur".
- Batallón de Telecomunicaciones Mecanizado N.º 5 "Patagonia" (ex-Regimiento de Telecomunicaciones N.º 5 "Patagonia")

Con asiento en la ciudad de Punta Arenas, este regimiento forma parte de la V División de Ejército.

### Violaciones a los DD.HH
El Regimiento de Infantería Motorizada Nº 10 "Pudeto" se encuentra en el listado de recintos de detención o prisión del Informe de la Comisión Nacional sobre Prisión Política y Tortura.
Luego del golpe civil- militar, el recinto se utilizó como lugar de detención, interrogatorios y torturas de hombres y mujeres detenidos en Punta Arenas, Porvenir y Puerto Natales.
Según informes de la Cruz Roja, a fines de septiembre de 1973, los prisioneros políticos eran mantenidos en el gimnasio - de una dimensión de  25 x 40 x 4 metros - dormían en las gradas que medían sólo 80 cm de ancho; o eran encerrados en celdas de incomunicación, pequeñas, sin luz, sin agua, sin baño.
Después de diciembre de 1973, a los y las detenidas los mantenían en contenedores o en un subterráneo ubicado bajo el casino de suboficiales. Existía también flujo de detenidas y detenidas de otros campos de concentración de la región, por ejemplo, muchos de los detenidos en la Isla Dawson eran interrogados y torturados en este Regimiento, en sótanos habilitados especialmente. Los presos eran golpeados con las culatas de los rifles, les rompían dientes y muelas; o les sacaban muelas fríamente; se les aplicaba corriente eléctrica; eran obligados a presenciar torturas a otros detenidos; sometidos simulacros de fusilamiento; posiciones forzadas; o expuestos a bajas temperaturas, mojados y desnudos. Según testimonios, a este recinto se trasladaba frecuentemente la Fiscalía Militar para participar en interrogatorios de detenidos.
La capilla del Regimiento Pudeto  fue escenario de varios consejos de guerra, el más recordado es el primer consejo de guerra de Magallanes, realizado el 21 y 22 de noviembre de 1973,  dónde fueron acusados los menores de edad Rosa María Lizama Barrientos, 16 años; Luis Valencia Ferguson, 16 años; Alejandro Lorenzo Olate Levet, 17 años; Aldo René Mayor Olivos, 18 años; Eliecer Segundo Valencia Oyarzo, 18 años;  Pablo Ramón Jeria Ríos, 18 años, junto a Hernán Enrique Biott Vidal, 22 años; Gladys Pozo Marchant, 22 años;  Alfredo Corte Bernal, 26 años;  Luis Enrique Alvarado Saravia, 32 años; Ricardo Hernán Marcelle Ojeda, 33 años; Edgardo Avilés Venegas, 34 años y Guillermo Sáez Aravena, 40 años.